# Star of the North
Star of the North est un film muet américain réalisé par Thomas H. Ince et Jay Hunt, sorti en 1914.

## Fiche technique
- Réalisation : Thomas H. Ince, Jay Hunt
- Scénario : Richard V. Spencer
- Producteur : Thomas H. Ince
- Production : Domino Film Company
- Durée : 20 minutes
- Date de sortie : États-Unis : 16 juillet 1914[1]

 Sauf indication contraire, les informations mentionnées dans cette section peuvent être confirmées par la base de données cinématographiques IMDb,  présente dans la section « Liens externes ».

## Distribution
- Sessue Hayakawa[1]
- Tsuru Aoki : Star of the North
- J. Frank Burke : Black Kettle
- Herschel Mayall : Jim Holt
- Ernest Swallow : Owahtonah
- le cheval White Star